# Strage di Marzabotto
(Salvatore Quasimodo, epigrafe alla base del faro monumentale che sorge sulla collina di Miana, sovrastante Marzabotto)
La strage di Marzabotto (dal maggiore dei comuni colpiti), eccidio di Marzabotto o più correttamente eccidio di Monte Sole fu un insieme di stragi compiute dalle truppe naziste in Italia tra il 29 settembre e il 5 ottobre 1944, nel territorio dei comuni di Marzabotto, Grizzana Morandi e Monzuno che comprendono le pendici del Monte Sole in provincia di Bologna. In Europa occidentale durante la seconda guerra mondiale, fu un crimine contro l'umanità e uno dei più gravi crimini di guerra compiuti contro la popolazione civile, istigati da Albert Kesselring, il massimo responsabile della conduzione della guerra antipartigiana in Italia ed eseguiti dalla Wehrmacht, dalle SS e da militari fascisti travestiti da truppa tedesca, con funzione di guide, informatori, becchini. Le vittime, confrontando i dati dell'anagrafe, furono 1 830 (a cui si riferisce la medaglia d'oro del 1948).
Nel 1994 il Comitato Regionale per le Onoranze ai Caduti di Marzabotto, fondandosi soprattutto sui dati delle anagrafi ricostruite dei comuni di Marzabotto, Grizzana Morandi e Monzuno, ha dimostrato come il dato relativo ai caduti vada messo in relazione a un più ampio territorio. Infatti gli eccidi compiuti da nazisti colpirono i tre comuni durante l'estate-autunno 1944 e causarono complessivamente la morte accertata di 955 persone: in particolare nella strage nazista del 29 settembre - 5 ottobre 1944 furono comprovate 775 morti. Marzabotto, Monzuno e Grizzana Morandi ebbero poi anche 721 morti per cause varie di guerra; da qui il dato complessivo accertato dal Comitato Onoranze: 1 676 decessi per mano di nazisti e fascisti e per cause di guerra.

## Fatti
(Lapide del cimitero di Casaglia)
Dopo l'eccidio di Sant'Anna di Stazzema avvenuta il 12 agosto 1944, inizia quella che viene ricordata come "la marcia della morte" che attraversando Versilia e Lunigiana giunse al Bolognese. Lo scopo era fare "terra bruciata" attorno alle formazioni partigiane nelle retrovie della linea gotica sterminando le popolazioni che le appoggiavano.
Nella zona circostante Monte Sole agiva con successo la brigata Stella Rossa che dalla posizione elevata ed impervia portava attacchi a strade e ferrovie che rifornivano il fronte. Già nel maggio del '44 l'esercito tedesco aveva tentato un assalto ma era stato respinto come nei casi successivi durante l'estate. Così il feldmaresciallo Albert Kesselring decise di dare un duro colpo a questa organizzazione sterminando indiscriminatamente i civili e radendo al suolo i paesi circostanti. Già in precedenza Marzabotto aveva subito rappresaglie, ma mai così gravi come quella dell'autunno 1944.

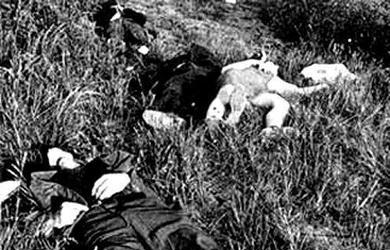
Alcune vittime della strage

Capo dell'operazione fu nominato il maggiore Walter Reder, comandante del 16º battaglione esplorante corazzato (Panzeraufklärungsabteilung) della 16. SS-Panzergrenadier-Division "Reichsführer-SS", sospettato a suo tempo di essere uno tra gli assassini del cancelliere austriaco Engelbert Dollfuss. La mattina del 29 settembre, prima di muovere all'attacco dei partigiani, quattro reparti delle truppe naziste guidati da repubblichini, comprendenti sia SS che soldati della Wehrmacht, accerchiarono e rastrellarono una vasta area tra le valli del Setta e del Reno, utilizzando anche armamenti pesanti. «Quindi – ricorda lo scrittore bolognese Federico Zardi – dalle frazioni di Pànico, di Vado, di Quercia, di Grizzana, di Pioppe di Salvaro e della periferia del capoluogo le truppe si mossero all'assalto delle abitazioni, delle cascine, delle scuole», e fecero terra bruciata.
Nella frazione di Casaglia di Monte Sole la popolazione atterrita si rifugiò nella chiesa di Santa Maria Assunta, raccogliendosi in preghiera. Irruppero i tedeschi, uccidendo con una raffica di mitragliatrice il sacerdote, don Ubaldo Marchioni, e tre anziani, rei di aver eseguito troppo lentamente l'ordine di uscire. Le altre persone, raccolte nel cimitero, furono mitragliate: 197 vittime, di 29 famiglie diverse tra le quali 52 bambini. Fu l'inizio della strage: ogni località, ogni frazione, ogni casolare fu setacciato dai soldati nazisti e non fu risparmiato nessuno. Nella frazione di Caprara uccisero 107 persone, di cui 24 bambini. Poco lontano da Caprara i tedeschi individuarono diversi casolari da dove rastrellarono 282 persone, tra loro 58 bambini e due suore, uccise a colpi di mitra. Nella frazione di Cerpiano altre 49 persone, tra cui 24 donne e 19 bambini, subirono la stessa sorte. Dal massacro si salvarono solo una maestra e due bambini. Altre 103 persone furono uccise dai tedeschi lungo la strada per la frazione di Creda. In quest'ultima furono uccise 81 persone, tra gli uomini (48) anche due sacerdoti. La violenza dell'eccidio fu inusitata: alcuni bambini furono gettati vivi tra le fiamme, dei neonati in braccio alle loro mamme furono decapitati e alla fine dell'inverno fu ritrovato sotto la neve il corpo decapitato del parroco Giovanni Fornasini.
Fra il 29 settembre e il 5 ottobre 1944, dopo sei giorni di violenze, il numero delle vittime civili era spaventoso: circa 770 morti. Le voci che immediatamente cominciarono a circolare relative all'eccidio furono negate dalle autorità fasciste della zona e dalla stampa locale (Il Resto del Carlino), indicandole come diffamatorie; solo dopo la Liberazione lentamente cominciò a delinearsi l'entità del massacro.

## Processi per crimini di guerra

Walter Reder estradato in Italia nel maggio 1948

La partecipazione fascista alla strage era già stata riportata dai pochi sopravvissuti e già nel 1946, la corte d'assise di Brescia giudicò Lorenzo Mingardi e Giovanni Quadri, due repubblichini (il primo, reggente del Fascio di Marzabotto, nonché commissario prefettizio durante la carneficina), per collaborazione, omicidio, incendio e devastazione. Mingardi ebbe la pena di morte, poi trasformata in ergastolo. Il secondo, 30 anni, poi ridotti a dieci anni e otto mesi. Tutti e due furono successivamente liberati per amnistia.
Il feldmaresciallo Albert Kesselring catturato dagli Alleati nel maggio 1945, fu processato per crimini di guerra da un tribunale militare britannico. Il processo, celebrato a Venezia dal febbraio al maggio 1947, si concluse con una condanna a morte per crimini di guerra, tramite fucilazione, non eseguita per intervento del governo britannico.

Kesselring aveva due capi di imputazione:
- primo capo d'imputazione fu il massacro delle Fosse Ardeatine
- secondo capo d'imputazione era di aver incitato e ordinato [...] alle forze [...] sotto il suo comando di uccidere civili italiani per rappresaglia, cosa per cui numerosi civili italiani sono stati uccisi. Per istigazione di Kesselring furono eseguite dai soldati tedeschi più di venti rappresaglie particolarmente efferate di cui erano rimaste vittime anche donne e bambini svoltesi nel 1944, fra cui la strage di Sant'Anna di Stazzema e quella di Marzabotto.

Al termine della seconda guerra mondiale, Walter Reder fu processato e nel 1951 condannato all'ergastolo. Il 14 luglio 1980 il tribunale militare di Bari gli concesse la libertà condizionale, aggiungendo però un periodo di trattenimento in carcere di 5 anni, "salva la possibilità per il governo di adottare provvedimenti in favore del prigioniero". Il 23 gennaio 1985, il presidente del consiglio Bettino Craxi decise di liberare anticipatamente Reder. A suo favore erano intervenuti a suo tempo sia il Governo austriaco che quello tedesco. Morì a Vienna nel 1991.
Nel 2006 ha avuto inizio il processo contro 17 imputati, tutti ufficiali e sottufficiali della 16. SS-Panzergrenadier-Division "Reichsführer-SS". L'istruzione dei procedimenti ha avuto luogo grazie alla scoperta, avvenuta nel 1994, di 695 fascicoli di inchiesta presso la sede della Corte Militare d'Appello di Roma. Questi fascicoli, segnati con il timbro della "archiviazione provvisoria" datata 1960 e occultati in un armadio rivolto verso il muro, il cosiddetto "armadio della vergogna", rimasto chiuso fino alla scoperta nel 1994, contenevano i dati riferiti a numerosi ufficiali delle SS responsabili di crimini di guerra dall'8 settembre 1943 al 25 aprile 1945.
Il 13 gennaio 2007 il Tribunale Militare di La Spezia ha condannato all'ergastolo dieci imputati per l'eccidio di Monte Sole, ritenuti colpevoli di violenza pluriaggravata e continuata con omicidio.
I condannati, tutti in contumacia, sono:
- Paul Albers, aiutante maggiore di Walter Reder;
- Josef Baumann, sergente comandante di plotone;
- Hubert Bichler, maresciallo delle SS;
- Max Roithmeier, sergente;
- Adolf Schneider maresciallo capo;
- Max Schneider, sergente;
- Kurt Spieler, soldato.
- Heinz Fritz Traeger, sergente;
- Georg Wache, sergente;
- Helmut Wulf, sergente.

Il 7 maggio 2008 la Corte Militare d'Appello di Roma ha confermato gli ergastoli della sentenza di primo grado, e ha condannato alla stessa pena Wilhelm Kusterer, il quale era stato assolto in primo grado. Il processo si è concluso con la morte di Paul Albers, l'unico ad aver presentato ricorso in Corte di cassazione.

## Parco storico e Scuola di Pace di Monte Sole

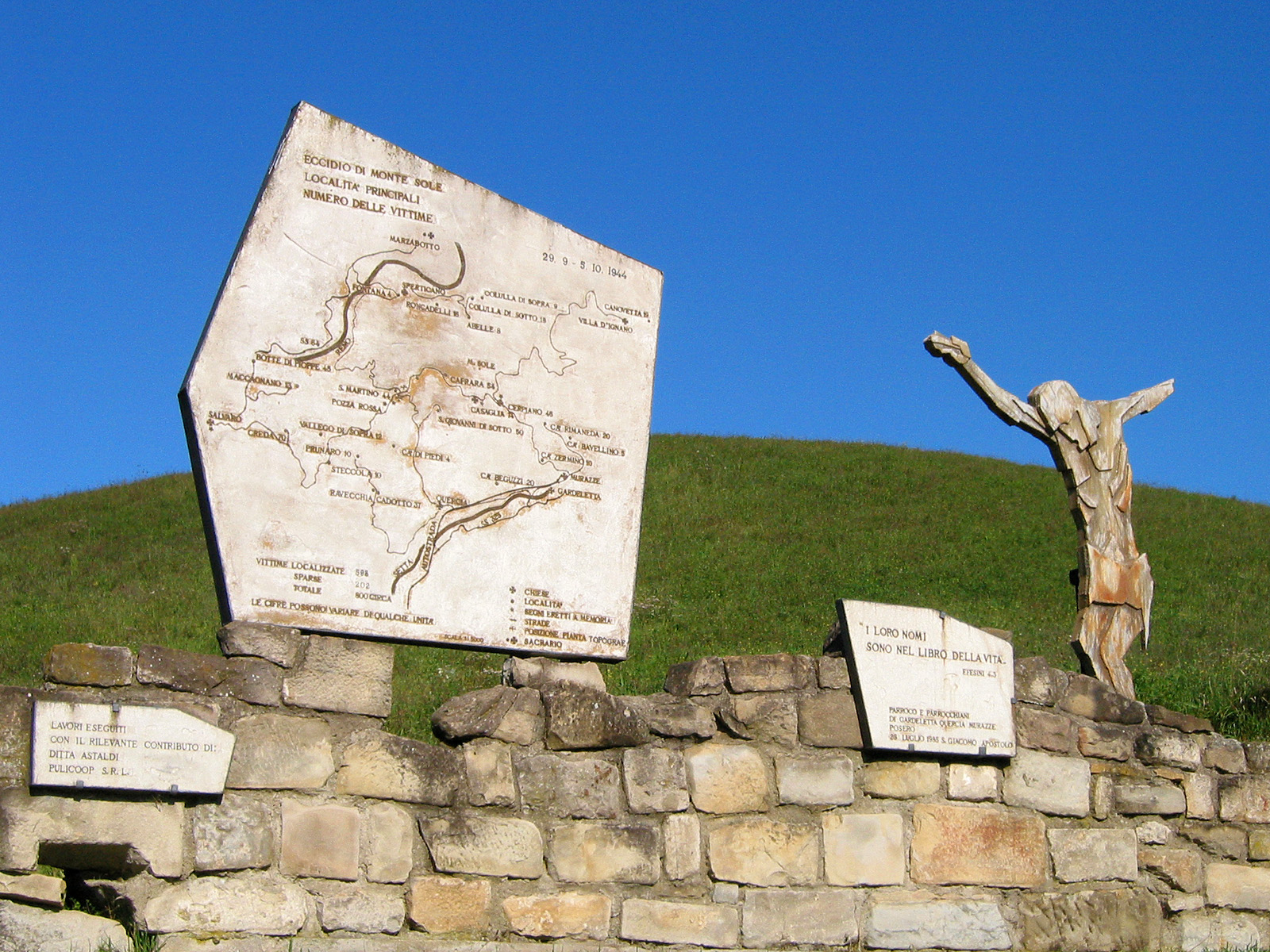
Memoriale e dati sulle vittime al parco storico di Monte Sole

Nella frazione di Casaglia di Monte Sole, Giuseppe Dossetti volle insediare la comunità religiosa Piccola Famiglia dell'Annunziata.
L'estesa area della strage è stata trasformata in parco storico regionale (Parco di Monte Sole) sia per l'interesse ambientale, sia per mantenere la memoria storica della Resistenza e degli eccidi nazifascisti.
Nel 1994, cinquantesimo anniversario della strage, fu posta vicino ai resti della chiesa di Casaglia una campana fusa con materiale bellico, donata all'arcidiocesi di Bologna dal vicepresidente della Russia Aleksander Rutskoj.
Nel 2002 è stata istituita la Fondazione Scuola di Pace di Monte Sole per promuovere iniziative di formazione ed educazione alla pace e alla convivenza pacifica fra i popoli.

## Cinema e documentari
Lo Stato di eccezione. Processo per Monte Sole 62 anni dopo è un documentario diretto da Germano Maccioni che descrive il processo relativo all'eccidio.. Il film è stato proiettato al Festival del cinema di Venezia.
Il video documentario Quello che abbiam passato - Memorie di Monte Sole, a cura di Marzia Gigli e Maria Chiara Patuelli, raccoglie interviste a superstiti e partigiani che vissero quei momenti.
I bambini del '44 è un documentario diretto e prodotto da Romeo Marconi e Riccardo De Angelis nel 2014. Attraverso le testimonianze dei sopravvissuti, è ripercorsa la strage perpetrata dalla 16ª divisione SS del maggiore Walter Reder. Il documentario ha partecipato alla fase finale della XX edizione del Valsusa Film Festival nella sezione Fare memoria.
Nel 2009 è uscito nelle sale L'uomo che verrà, diretto da Giorgio Diritti, che si riferisce ai fatti di Monte Sole.

## Filmografia
- Fortini/Cani (1976), documentario di Danièle Huillet e Jean-Marie Straub
- Quello che abbiamo passato. Memorie di Monte Sole (2007), documentario di Marzia Gigli, Maria Chiara Patuelli e Comunicattive (a cura di Scuola di pace di Monte Sole)
- Lo stato di eccezione (2008), documentario di Germano Maccioni
- L'uomo che verrà (2009), film di Giorgio Diritti presentato al Festa del Cinema di Roma

## Discografia
- Montesole[25], brano (2001) del gruppo rock Per Grazia Ricevuta, contenuto nell'omonimo album.
- I silenzi di Monte Sole[26], brano (2015) di Giorgio Cordini featuring Alessandro Sipolo.
- Le Querce di Monte Sole[27],  brano (2017) di Alessandro Colpani e Francesco Brianzi su testo tratto dalla omonima poesia di Luciano Gherardi.

## Galleria d'immagini

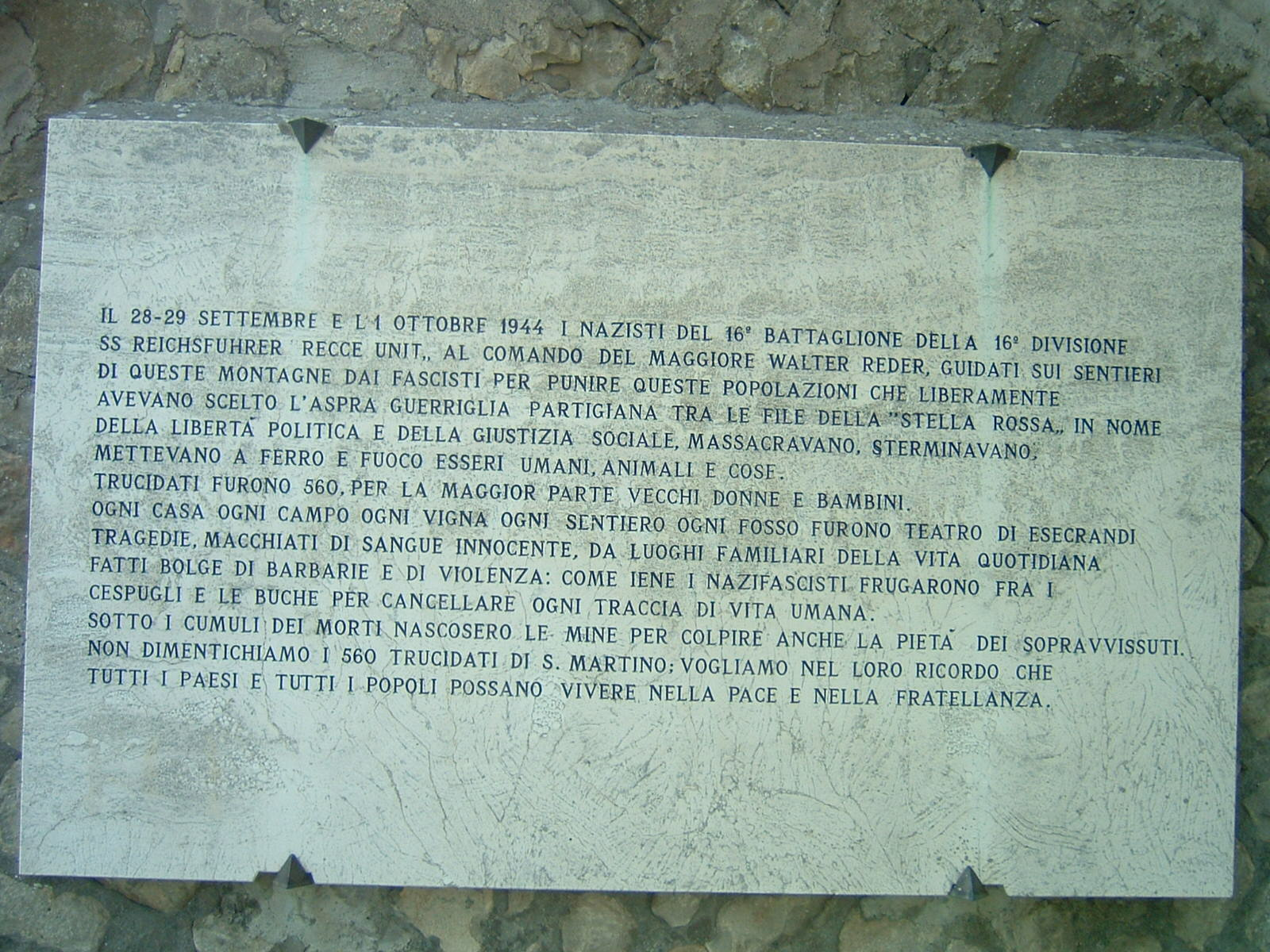
Lapide commemorativa
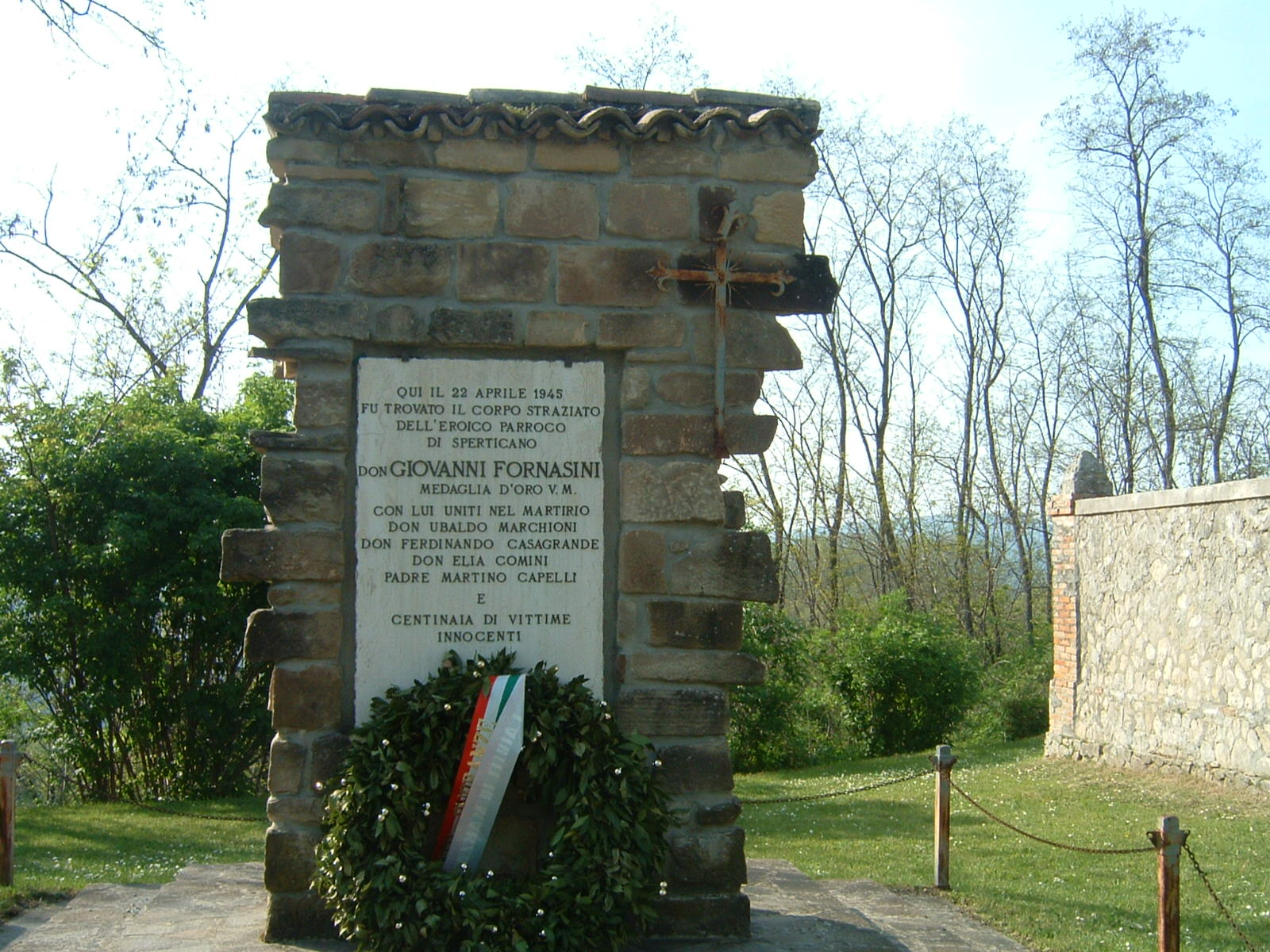
Lapide a ricordo dei sacerdoti uccisi nell'eccidio
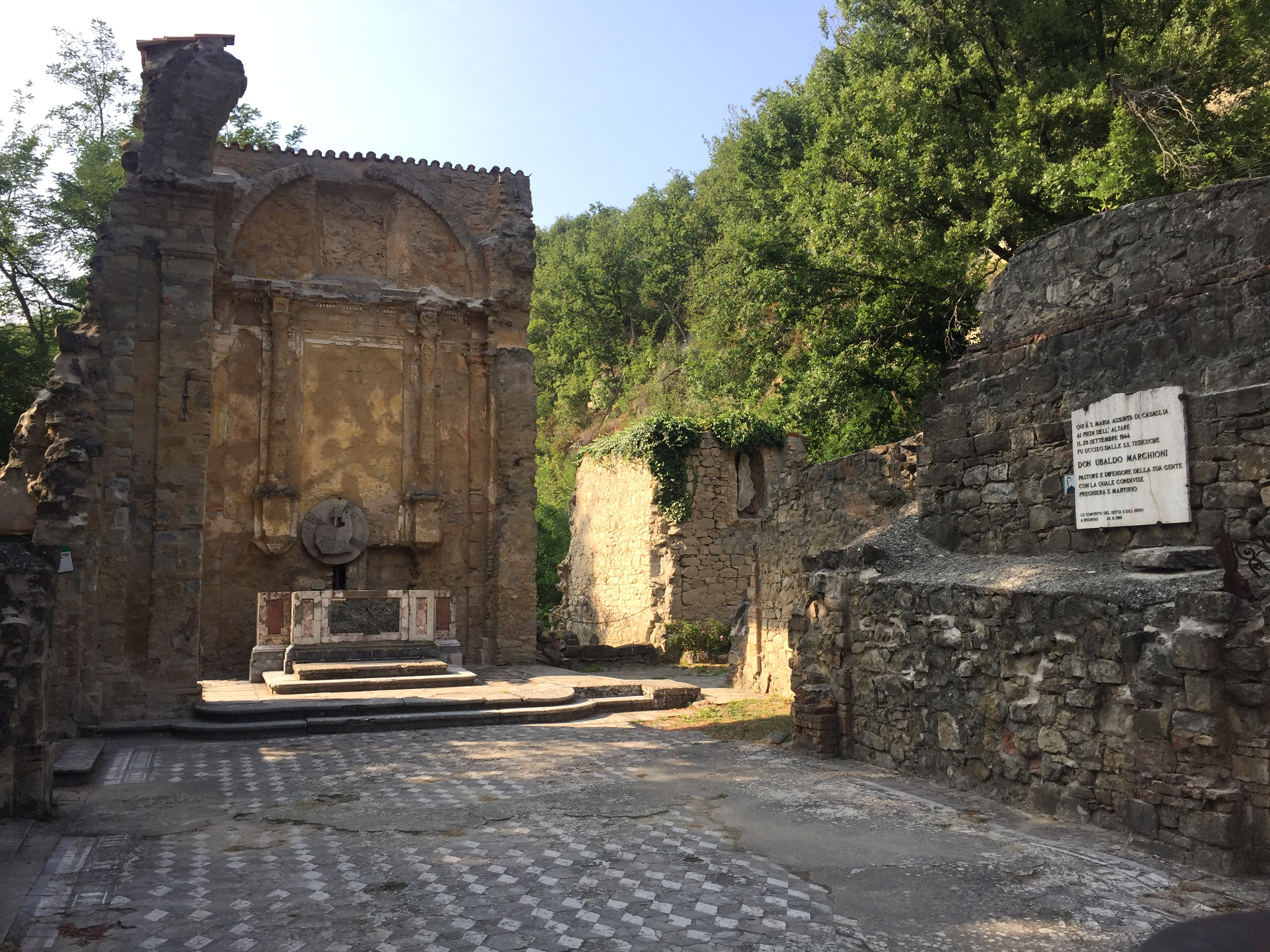
Resti della chiesa di Casaglia di Monte Sole
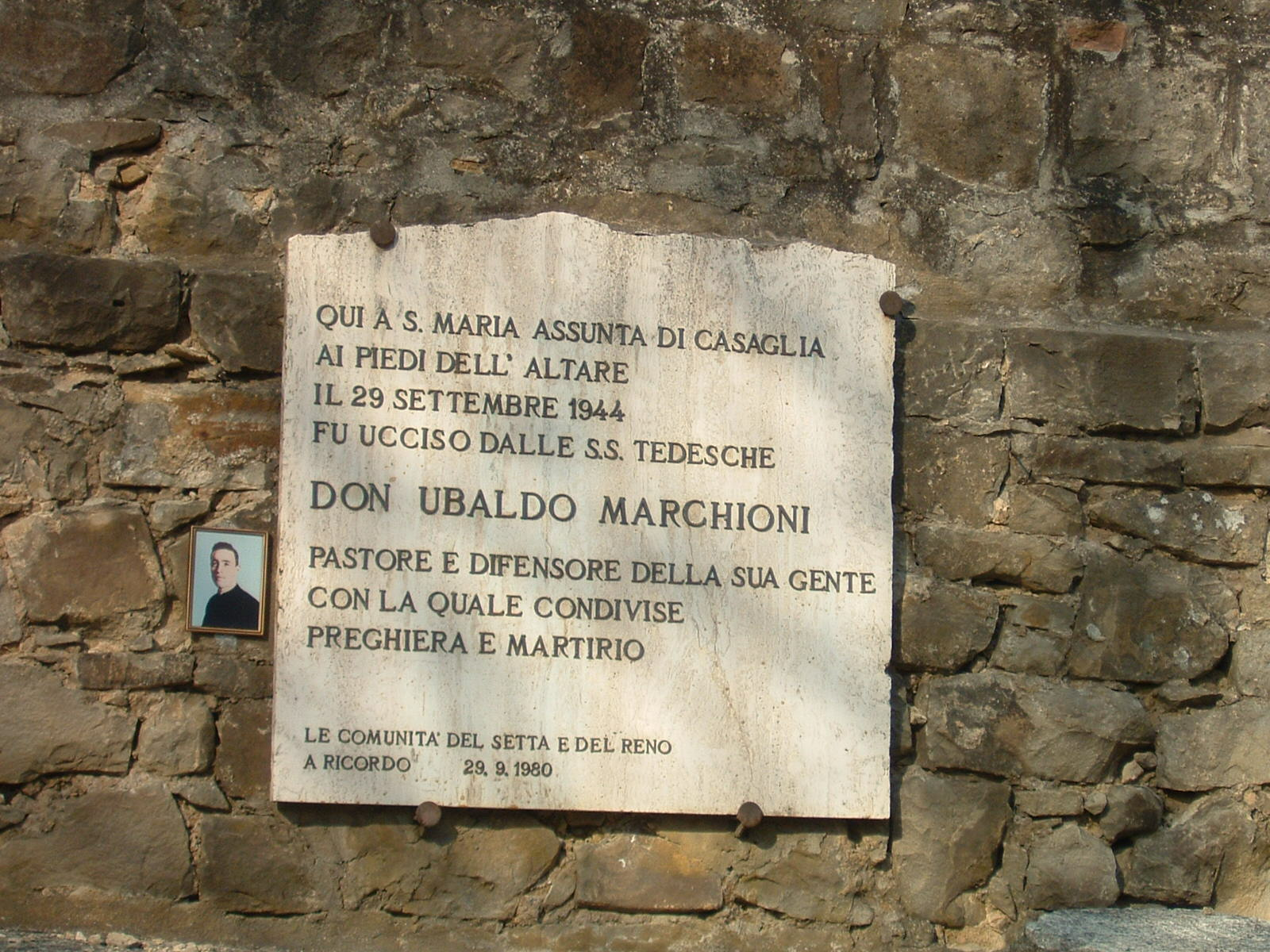
Lapide in memoria di don Ubaldo Marchioni affissa sui resti della chiesa di Casaglia di Monte Sole
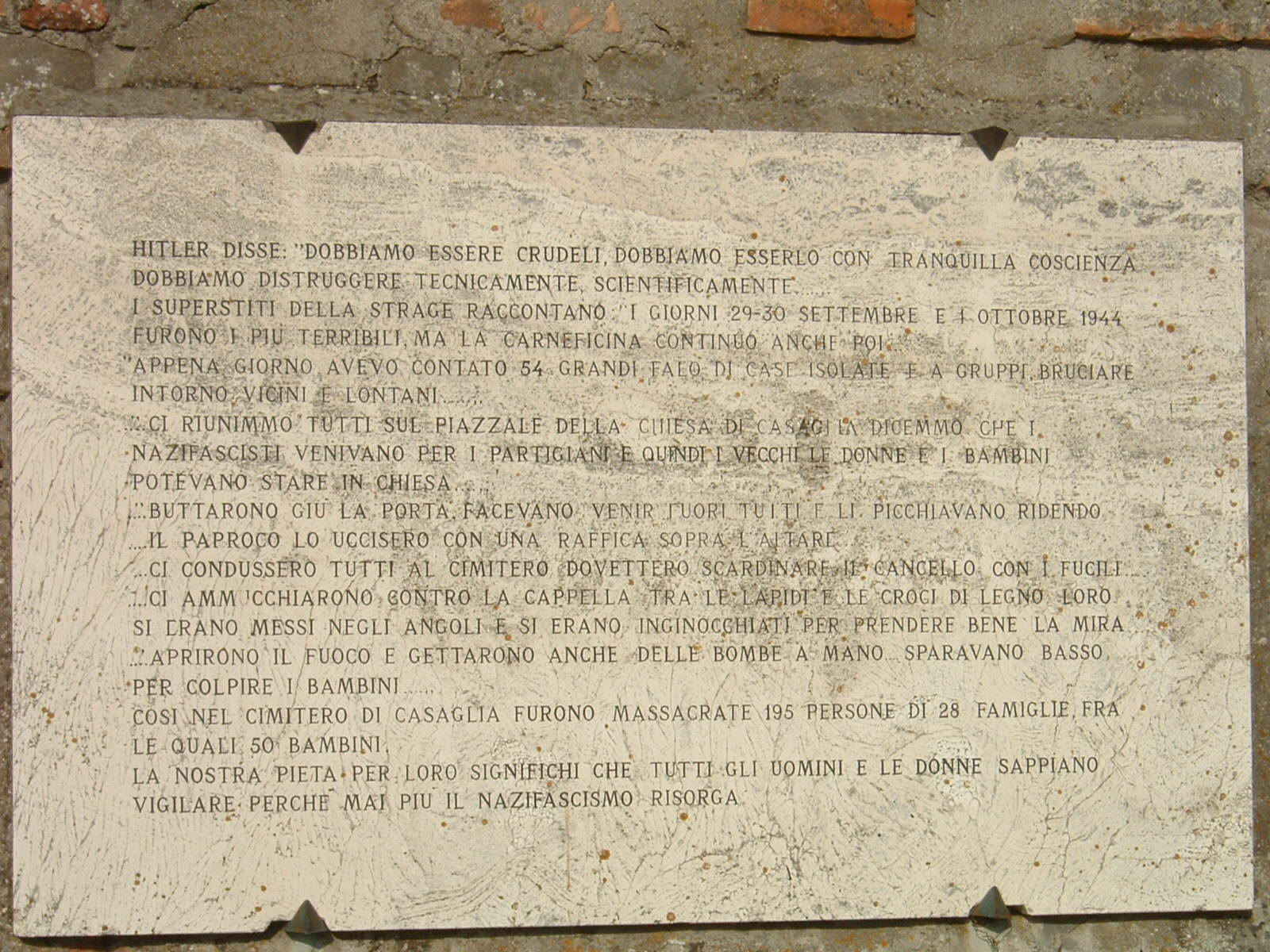
Lapide posta all'ingresso del cimitero di Casaglia di Monte Sole